# Poursuite par équipes masculine aux Jeux olympiques d'été de 2000
Navigation
Atlanta 1996 Athènes 2004
La poursuite par équipes masculine aux Jeux de 2000 consistait en une série de duels entre des équipes de quatre cyclistes, chaque équipe partant de côtés opposés de la piste. Il y avait 16 tours à parcourir (4 kilomètres) pour rejoindre l'équipe adverse. Si aucune équipe n'était rattrapée pendant ces 16 tours, le temps du troisième coureur de chaque équipe était comptabilisé pour déterminer l'équipe gagnante.

## Résultats

### Qualifications (18 septembre)
Pendant les qualifications, chaque équipe court seule, sans adversaire sur 4 kilomètres. Les huit équipes avec les meilleurs temps se qualifient pour les quarts de finale. Les quatre dernières équipes sont classées selon les temps obtenus.
| Rang | Équipe                                                                     | Temps                             |
| ---- | -------------------------------------------------------------------------- | --------------------------------- |
| 1    | Grande-Bretagne                                                            | 4 min 04 s 030 (RO) (59.009 km/h) |
| 2    | Ukraine                                                                    | 4 min 04 s 078                    |
| 3    | France                                                                     | 4 min 05 s 155                    |
| 4    | Allemagne                                                                  | 4 min 05 s 750                    |
| 5    | Australie                                                                  | 4 min 06 s 361                    |
| 6    | Nouvelle-Zélande                                                           | 4 min 08 s 463                    |
| 7    | Pays-Bas                                                                   | 4 min 09 s 590                    |
| 8    | Russie                                                                     | 4 min 09 s 910                    |
| 9    | Argentine Walter Pérez Edgardo Simón Gonzalo García Guillermo Brunetta     | 4 min 10 s 490                    |
| 10   | États-Unis Derek Bouchard-Hall Mariano Friedick Tommy Mulkey Erin Hartwell | 4 min 12 s 494                    |
| 11   | Italie Mario Benetton Adler Capelli Cristiano Citton Marco Villa           | 4 min 15 s 451                    |
| 12   | Espagne Miguel Alzamora Isaac Gálvez Antonio Tauler José Francisco Jarque  | 4 min 15 s 547                    |

### 1/4 de finale (18 septembre)
Dans les quarts de finale, les équipes s'affrontent dans des manches basées sur les temps obtenus durant les qualifications. L'équipe la plus rapide se mesure à la huitième et ainsi de suite. Les vainqueurs se qualifient pour les demi-finales alors que les perdants reçoivent un rang basé sur le temps obtenu pendant ce tour.
| Série | Rang | Équipe           | Coureurs                                                                 | Temps               |
| ----- | ---- | ---------------- | ------------------------------------------------------------------------ | ------------------- |
| 1     | 1    | Allemagne        | Robert Bartko Guido Fulst Daniel Becke Jens Lehmann                      | 4 min 01 s 735 (RO) |
| 1     | 2    | Australie        | Graeme Brown Michael Rogers Bradley McGee Brett Aitken                   | 4 min 03 s 229      |
| 2     | 1    | France           | Cyril Bos Philippe Ermenault Francis Moreau Jérôme Neuville              | 4 min 05 s 224      |
| 2     | 2    | Nouvelle-Zélande | Tim Carswell Lee Vertongen Gregory Henderson Gary Anderson               | 4 min 06 s 495      |
| 3     | 1    | Ukraine          | Sergiy Chernyavsky Sergiy Matveyev Alexandre Symonenko Oleksandr Fedenko | 4 min 03 s 359      |
| 3     | 2    | Pays-Bas         | Robert Slippens Jens Mouris Peter Schep Wilco Zuijderwijk                | rejoint             |
| 4     | 1    | Grande-Bretagne  | Paul Manning Chris Newton Bryan Steel Bradley Wiggins                    | 4 min 04 s 143      |
| 4     | 2    | Russie           | Sergueï Klimov Denis Smyslov Alexey Markov Vladimir Karpets              | rejoint             |

### Demi-finales (19 septembre)
Dans les demi-finales, les équipes s'affrontent sur une manche. Les vainqueurs se qualifient pour la finale et les perdants pour la petite finale.
| Série | Rang | Équipe          | Coureurs                                                                 | Temps                  |
| ----- | ---- | --------------- | ------------------------------------------------------------------------ | ---------------------- |
| 1     | 1    | Ukraine         | Sergiy Chernyavsky Sergiy Matveyev Alexandre Symonenko Oleksandr Fedenko | 4 min 00 s 834 (RM/RO) |
| 1     | 2    | Grande-Bretagne | Paul Manning Chris Newton Bryan Steel Bradley Wiggins                    | 4 min 02 s 387         |
| 2     | 1    | Allemagne       | Robert Bartko Guido Fulst Daniel Becke Jens Lehmann                      | 4 min 05 s 930         |
| 2     | 2    | France          | Cyril Bos Philippe Ermenault Francis Moreau Jérôme Neuville              | 4 min 11 s 549         |

### Match pour la troisième place (19 septembre)
Les équipes éliminées au tour précédent se rencontrent pour la médaille de bronze.
| Rang | Équipe          | Coureurs                                                    | Temps                  |
| ---- | --------------- | ----------------------------------------------------------- | ---------------------- |
| 3    | Grande-Bretagne | Paul Manning Chris Newton Bryan Steel Bradley Wiggins       | 4 min 01 s 979 (RM/RO) |
| 4    | France          | Cyril Bos Philippe Ermenault Francis Moreau Jérôme Neuville | 4 min 05 s 991         |

### Finale (19 septembre)
Les équipes qualifiées au tour précédent se rencontrent pour le titre olympique.
| Rang | Équipe    | Coureurs                                                                 | Temps                  |
| ---- | --------- | ------------------------------------------------------------------------ | ---------------------- |
| 1    | Allemagne | Robert Bartko Guido Fulst Daniel Becke Jens Lehmann                      | 3 min 59 s 781 (RM/RO) |
| 2    | Ukraine   | Sergiy Chernyavsky Sergiy Matveyev Alexandre Symonenko Oleksandr Fedenko | 4 min 04 s 520         |

### Classement final
| Rang | Équipe           |
| ---- | ---------------- |
| 1    | Allemagne        |
| 2    | Ukraine          |
| 3    | Grande-Bretagne  |
| 4    | France           |
| 5    | Australie        |
| 6    | Nouvelle-Zélande |
| 7    | Pays-Bas         |
| 8    | Russie           |
| 9    | Argentine        |
| 10   | États-Unis       |
| 11   | Italie           |
| 12   | Espagne          |

## Sources
- Résultats sur sports-reference.com
- Résultats sur cyclingnews.com